# Högtyska
Högtyska (tyska: Hochdeutsch) syftar i vardagligt tal på det tyska standardspråket (tyska: Standarddeutsch), som (med varierande uttal) även är det dominerande vardagsspråket i det mesta av Tyskland samt de större städerna i Österrike. I vissa lantliga delar av Sydtyskland och många delar av Österrike (i synnerhet västra delen) talas dock lokala dialekter som vardagsspråk, och standardtyska som "andraspråk". I den tysktalande delen av Schweiz samt Liechtenstein är dialekterna utan undantag vardagsspråket. Inom språkvetenskapen har begreppet högtyska/Hochdeutsch kommit att ersättas med standardtyska/Standarddeutsch, som har mindre värderande klang och inte riskerar förväxlas med så kallade högtyska dialekter.
Högtyska kan i språkhistorisk mening även syfta på högtyska dialekter (tyska: hochdeutsche Dialekte), vilka undergått den högtyska ljudskridningen, i motsats till de lågtyska språken. Högtyska dialekter talas i södra och mellersta Tyskland, samt i Schweiz och Österrike, medan lågtyska talas i norr; det tyska standardspråket är till stor del högtyskt, men ljudförändringarna har i vissa fall gått längre i de sydligare dialekterna än de har i standardtyskan.

## Äldre former
Fornhögtyska (förkortas normalt fht) talades åren ca 750–1100.
Medeltidshögtyska (medelhögtyska; vanligtvis förkortat mht) talades åren ca 1100–1500, d.v.s. fram till Martin Luthers tid. Den högtyska som talas därefter och fram till nuvarande tid kallas nyhögtyska.